# Rothmühlkapelle

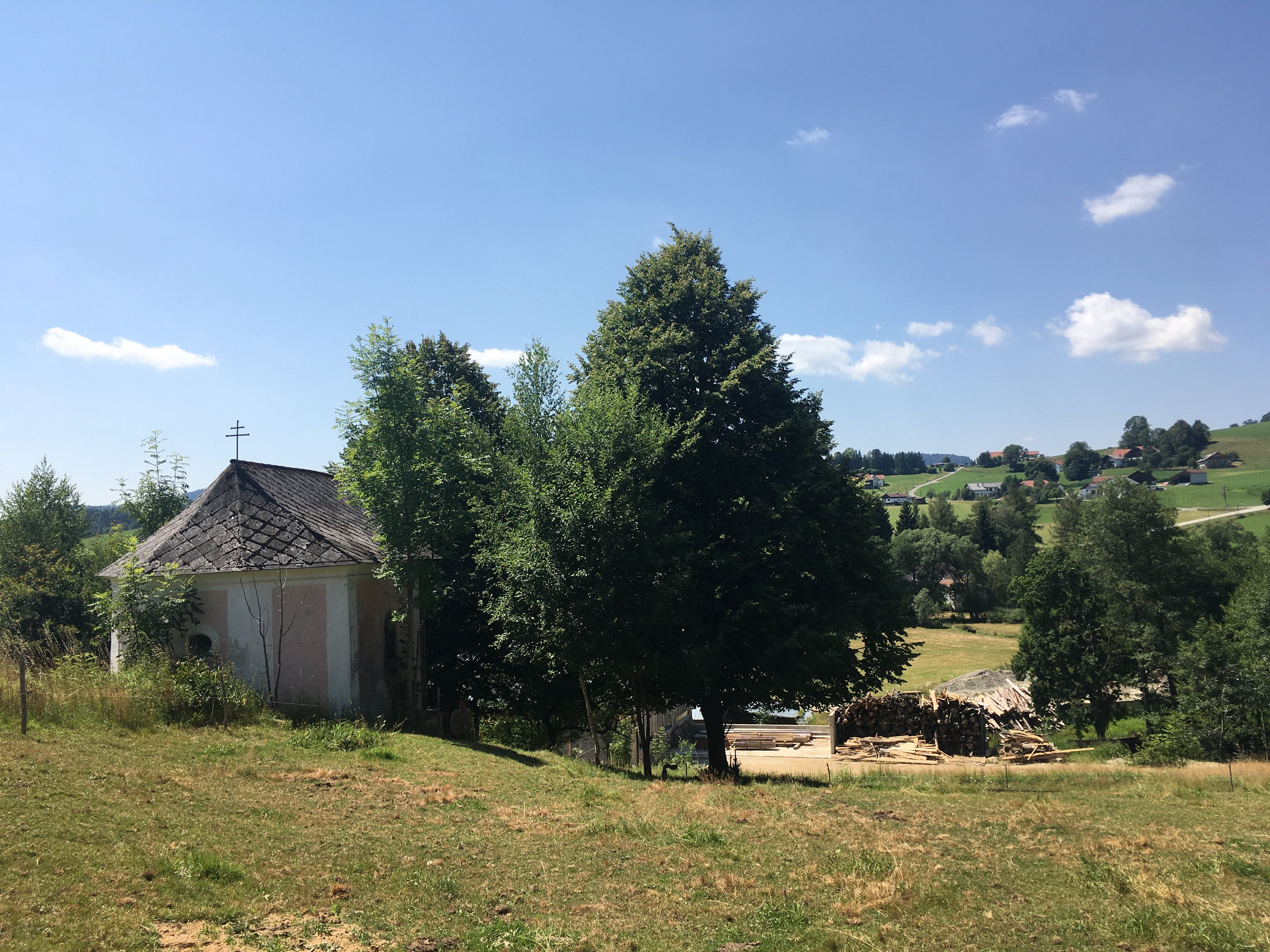
Rothmühlkapelle

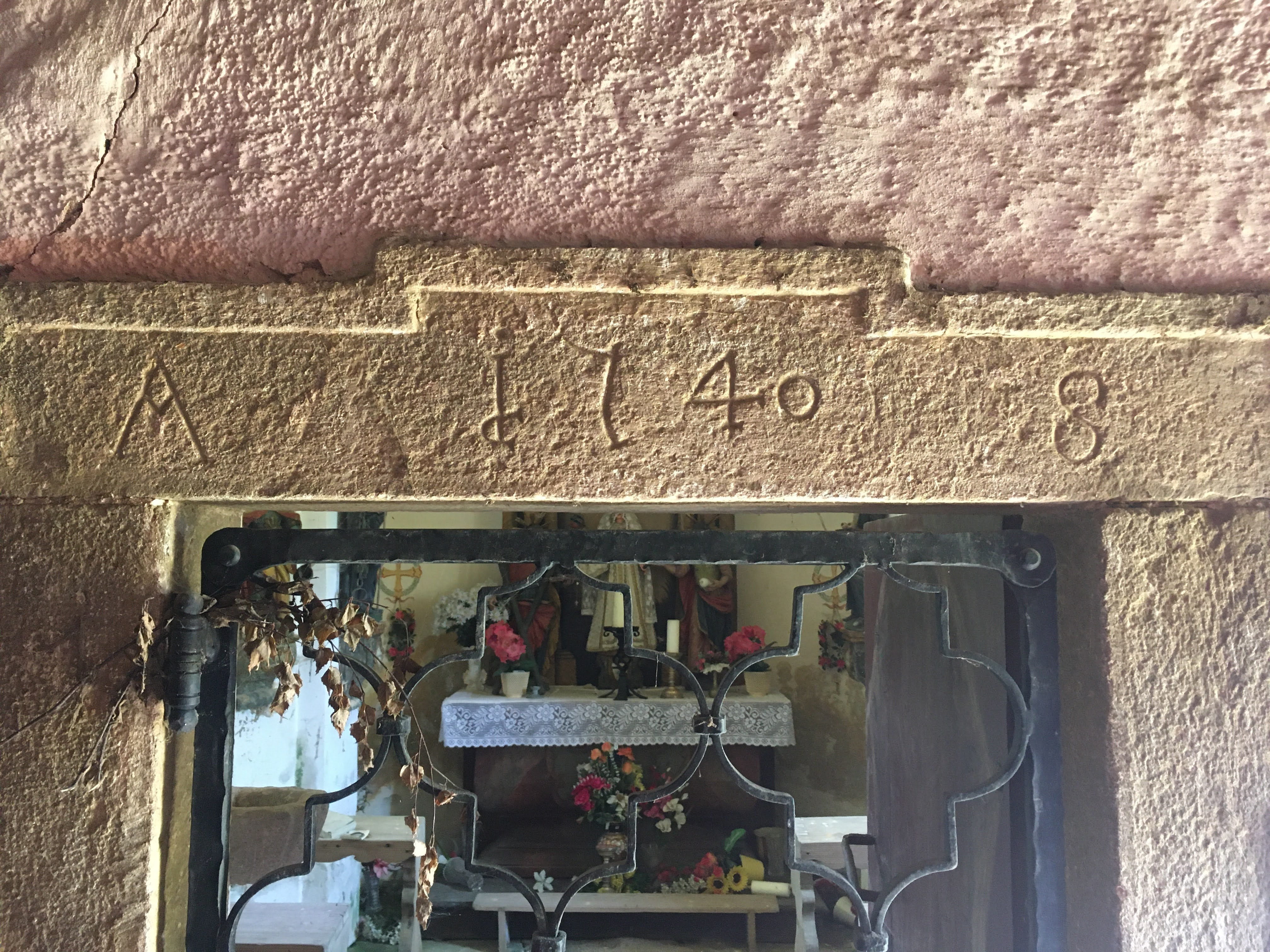
Türsturz der Rothmühlkapelle mit der Jahreszahl 1740

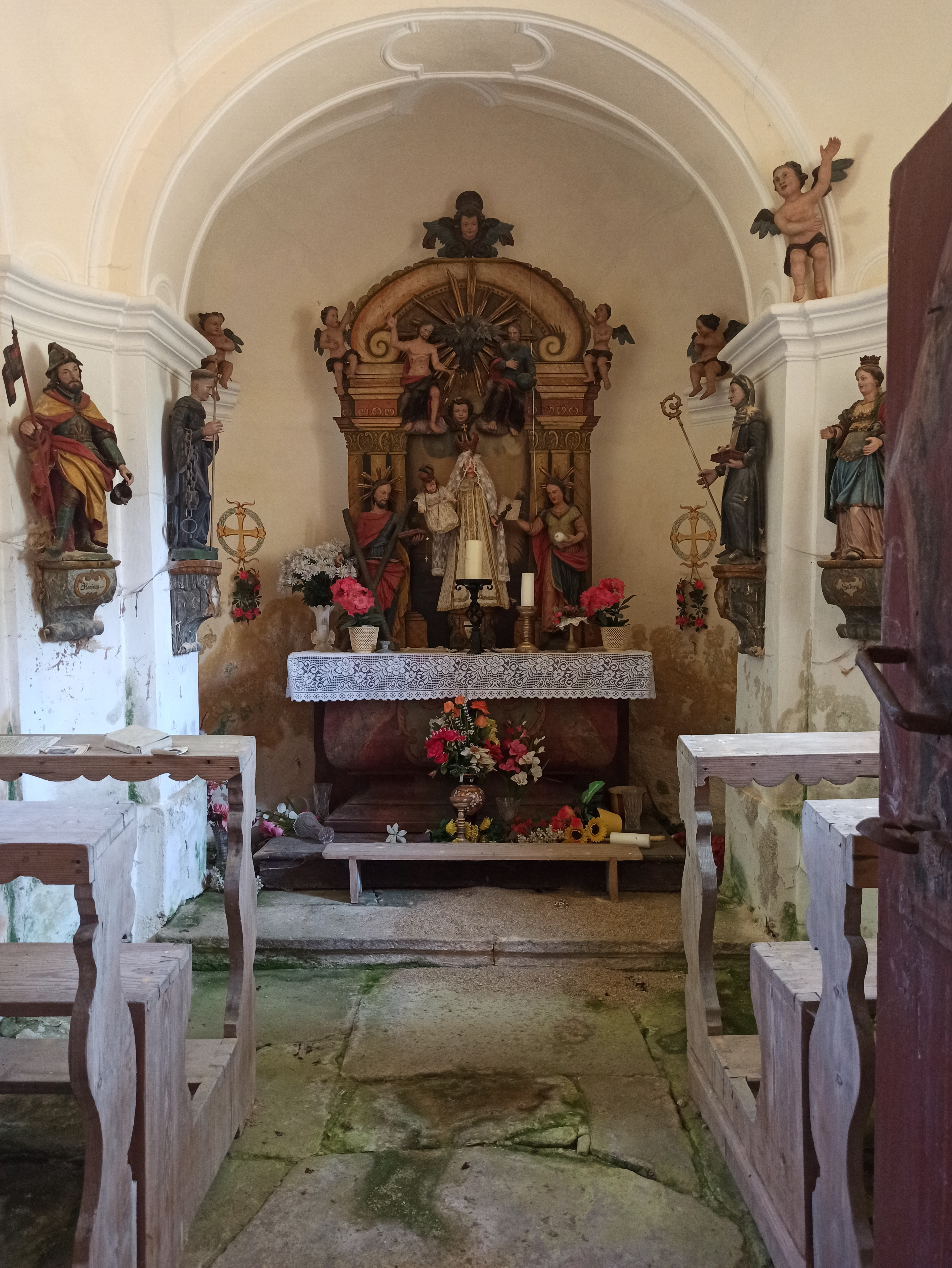
Innenraum der Rothmühlkapelle

Die römisch-katholische Rothmühlkapelle steht oberhalb der Mühlenanlage Rothmühle in Hinteranger in der Gemeinde Schwarzenberg am Böhmerwald im Bezirk Rohrbach im Oberen Mühlviertel. Die Kapelle steht unter Denkmalschutz (Listeneintrag).

## Geschichte
Die Kapelle wurde im Jahr 1740 erbaut. Von 1986 bis 1988 wurde die Kapelle restauriert.

## Architektur
Die Kapelle bildet mit der ehemaligen Mühle, dem Wohnstock und Inhäusl das Bauensemble Rothmühle.
Der spätbarocke Rechteckbau hat einen polygonalen Chor und eine verbretterte Vorlaube, unter einem Schopfwalmdach zeigt die Fassade eine Lisenengliederung, die Portalrahmung zeigt Ohren. Die barock bemalte Tür zeigt das Fegefeuer, eine Inschrift und originale Beschläge.
Das Kapelleninnere ist platzlgewölbt mit einem Stuckgiebel über konkaven Eckpilastern, die runde Chornische ist leicht eingezogen. An den Wänden gibt es gemalte barocke Apostelkreuze. Die Bodenplatten sind aus Granit.

## Einrichtung
Der Altar ist ein auf Holzplatten gemaltes Retabel mit einem Volutenrundgiebel aus dem 18. Jahrhundert, er trägt die Figuren Maria in Stoffkleidung, darüber Dreifaltigkeit, seitlich die Heiligen Andreas und Maria Magdalena und Putten.
Weiters gibt es Figuren der Heiligen Barbara und Katharina um 1500, Florian, Leonhard, Ottilia, Kreuzigungsgruppe, alle aus dem dritten Viertel des 17. Jahrhunderts, wohl teils aus der Werkstatt von Johann Worath.